# Mogens Lüchow
Mogens Lüchow (Koppenhága, 1918. május 13. – Koppenhága, 1989. március 20.) világbajnok dán párbajtőrvívó.